# Quiosque

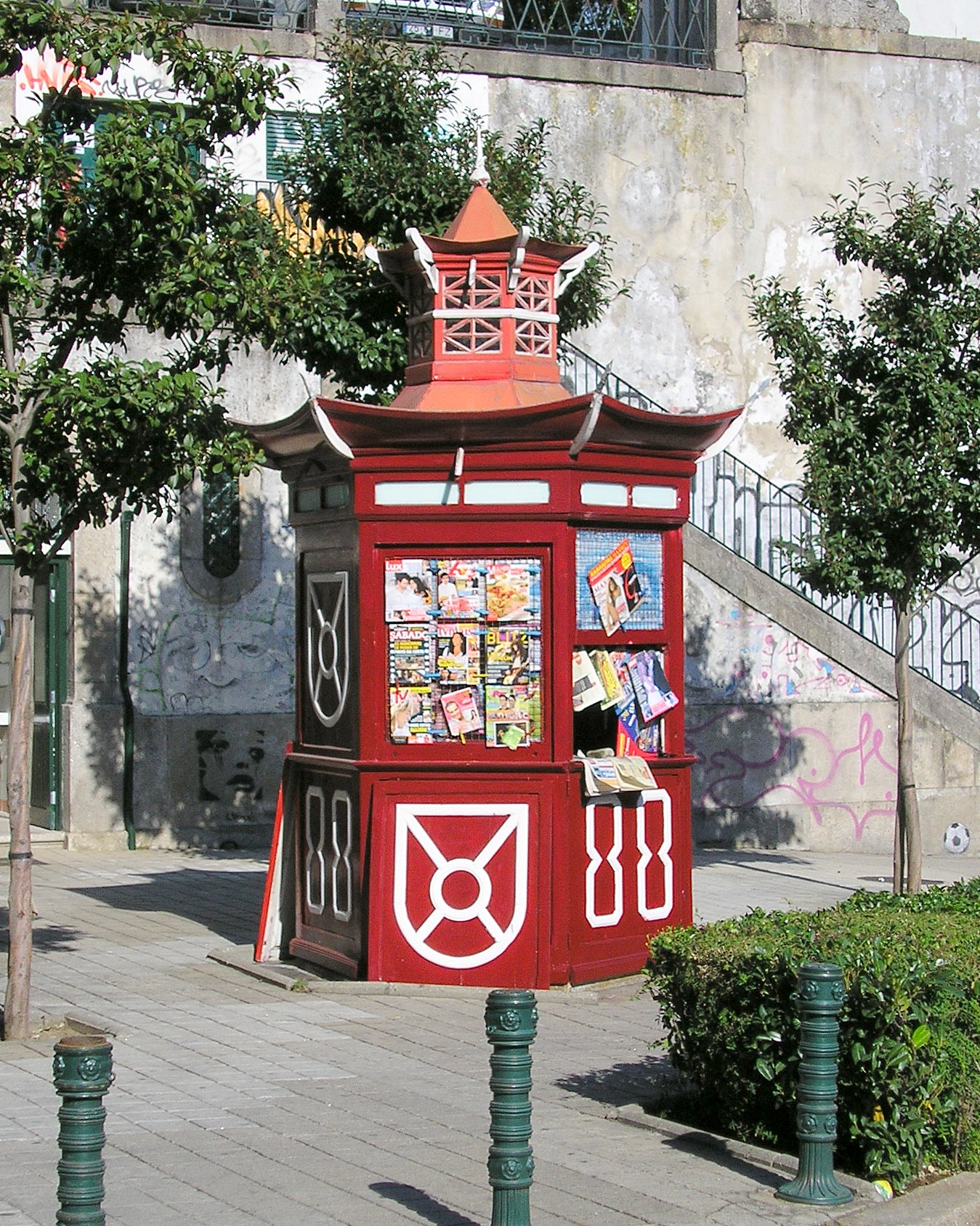
Quiosque de venda de jornais e revistas no Porto.

Um quiosque (do persa médio, košk, significando pavilhão) originalmente era uma construção octogonal sustentada por pilares com paredes ou completamente vazadas ou fechadas por alguma forma de vidro, semelhante a um gazebo, posta ao lado de uma mesquita. Atualmente, no entanto, a palavra pode se referir tanto a estabelecimentos comerciais localizados ao ar-livre, como quiosques de praia ou bancas de jornal, quanto a pequenos pavilhões comerciais localizados em shoppings.

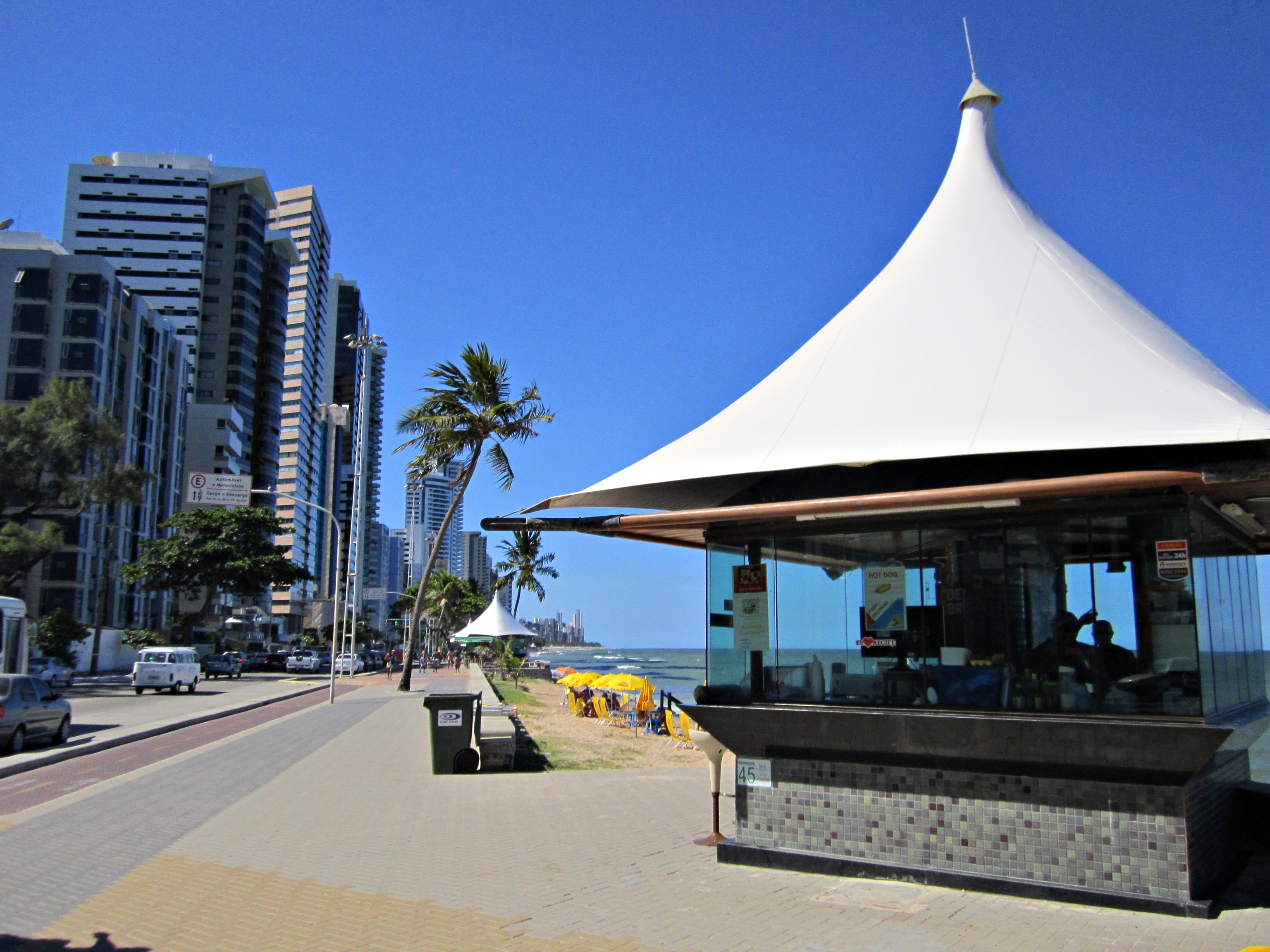
Típico quiosque da Praia de Boa Viagem, Recife.

## Etimologia
Segundo o Dicionário Oxford, a palavra "quiosque" é advinda do francês kiosque, que, por sua vez, provém do persa médio košk, significando algo como "palácio" ou "pórtico"